# Chalyboclydon
Chalyboclydon är ett släkte av fjärilar. Chalyboclydon ingår i familjen mätare.
Kladogram enligt Catalogue of Life:
| Chalyboclydon | \| \| Chalyboclydon apicata \| \| \| \| \| \| Chalyboclydon flexilinea \| \| \| \| \| \| Chalyboclydon marginata \| \| \| \| |
|               | \| \| Chalyboclydon apicata \| \| \| \| \| \| Chalyboclydon flexilinea \| \| \| \| \| \| Chalyboclydon marginata \| \| \| \| |
|               | Chalyboclydon apicata |
|               | |
|               | Chalyboclydon flexilinea |
|               | |
|               | Chalyboclydon marginata |
|               | |